# RNLB The Manchester Unity of Oddfellows
Le RNLB The Manchester Unity of Oddfellows  (ON 960) est un ancien lifeboat de la Royal National Lifeboat Institution (RNLI). C'était une unité de la Oakley-class lifeboat (en) stationnée à la Sheringham Lifeboat Station (en) dans le village côtier anglais de Sheringham dans le comté de Norfolk au Royaume-Uni de 1962 à 1990. Offert par la société amicale de Odd Fellows, la Independent Order of Oddfellows Manchester Unity (en) en 1961 il a remplacé l'ancien canot de sauvetage RNLB Forester's Centenary. Depuis son retrait du service, il est exposé au The Mo Sheringham Museum, où se trouvent aussi le RNLB J.C. Madge et le RNLB Forester's Centenary.
Ce bâtiment est inscrit au registre du National Historic Ships depuis 2009 avec le certificat no 2179.

## Histoire

### Conception et construction
The Manchester Unity of Oddfellows a été construit au chantier naval William Osborne à Littlehampton dans le West Sussex. Il était de Oakley-class lifeboat (en) auto-redressable.
Sa coque est en plaqué d'acajou et sa quille métallique pèse 1,154 tonne. L'embarcation est divisée en onze compartiments étanches et sa timonerie en centrale. À son origine, il a été équipé d'un twin Perkins P4M diesel de 43 cv pour une vitesse de 8 nœuds (15 km/h). Il possédait un radar Decca 060 et un projecteur électrique.

### Service et sauvetage
The Manchester Unity of Oddfellows a effectué 127 lancements de service pendant ses 29 années de service à la station de sauvetage de Sheringham. Il est le plus ancien canot de sauvetage de classe Oakley dans la flotte de la RNLI.

### Retraite
Il a été retiré du service en 1990 et remplacé temporairement par le RNLB Lloyds II (ON 986) (en) financé par les dons de membres de la Lloyd's of London et construit en 1966.
En mai 1992, un bateau semi-rigide de Atlantic 75-class lifeboat (en) nommé RNLB Manchester Unity of Oddfellows (B-702) (en) est devenu le remplaçant permanent de l'ancien The Manchester Unity de Oddfellows (ON 960).
En 2007, le RNLB The Oddfellows (B-818) (en) a aussi été lancé à Sheringham.